# Henry Herbert, II conte di Pembroke
Henry Herbert, II conte di Pembroke (1539 – Wilton, 19 gennaio 1601), è stato un nobile e politico inglese.

## Biografia
Henry era figlio di William Herbert, I conte di Pembroke, e di sua moglie Anne Parr, sorella di Catherine Parr, ultima moglie di Enrico VIII. Suo zio era William Parr, I marchese di Northampton, fu un uomo influente durante i regni di Edoardo VI ed Elisabetta I. Herbert fu responsabile del costoso restauro del castello di Cardiff. Pembroke, come altri membri della sua famiglia, era un uomo di cultura. Era un mecenate di antiquari e araldi e collezionava manoscritti araldici. Studiò a Peterhouse, Cambridge, sotto l'arcivescovo John Whitgift.
Il padre, influente politico dell'epoca, era stato tutore di re Edoardo VI.
Nel 1554, mentre suo padre era diventato uno degli uomini dell'entourage di Filippo II di Spagna a Wilton House, Henry catturò l'attenzione del marchese de Las Navas e fu nominato gentiluomo di camera del re Filippo al suo arrivo in Inghilterra. Nel 1557 partecipò a un torneo tenuto davanti alla regina Maria I e accompagnò il padre all'assedio di San Quintino Alla morte del padre, nel 1570, succedette alla contea di e il 4 aprile 1570 venne nominato Lord luogotenente del Wiltshire.

## Vita a corte
Negli intrighi di corte del regno di Elisabetta, egli era considerato un partigiano di Robert Dudley, I conte di Leicester, ed era certamente in rapporti molto intimi con lui. Ebbe un ruolo di primo piano nei processi del IV duca di Norfolk, Maria di Scozia nel mese di ottobre 1586, e del figlio del duca, Philip Howard, conte di Arundel nel 1589.
Nel 1586, successe al suocero, Sir Henry Sidney, come Lord Presidente del Galles ed è diventato Ammiraglio di South Wales. Da allora in poi ha trascorso molto tempo a Ludlow Castle.

## Matrimoni

### Primo Matrimonio
Sposò, il 25 maggio 1553, Lady Catherine Grey (25 agosto 1540–26 gennaio 1568), figlia di Henry Grey, I duca di Suffolk, un matrimonio politico nella speranza di sostenere il duca di Northumberland con il suo piano per assicurarsi la successione di Lady Jane che lo stesso giorno insieme a sua sorella sposò il figlio minore del duca, Lord Guilford Dudley. L'unione non fu mai consumata, e nel 1554, sotto l'influenza della regina Maria, il matrimonio venne sciolto.

### Secondo Matrimonio
Sposò, il 17 febbraio 1562, Catherine Talbot (-12 maggio 1575), figlia di George Talbot, VI conte di Shrewsbury. Non ebbero figli.  La regina Elisabetta era estremamente affezionata a Lady Catherine e quando Catherine sviluppò una malattia mortale, andò spesso a farle visita al Baynard's Castle.

### Terzo Matrimonio
Sposò, il 21 aprile 1577, Mary Sidney (1561-25 settembre 1621), figlia di Sir Henry Sidney. Ebbero quattro figli:
- William (8 aprile 1580-10 aprile 1630)
- Philip (16 ottobre 1584-23 gennaio 1650)
- Dorothy Herbert (1586-1615),sposò Sir Richard Devereaux Gilliam (1583-1651);
- Anne Herbert

## Morte
Morì il 19 gennaio 1601 a Wilton House e fu sepolto nella cattedrale di Salisbury.